# Хаболовка
Хаболовка — река в России, протекает по Кингисеппскому району Ленинградской области России.
Вытекает из озера Хаболово у деревни Хаболово, течёт на север и впадает в Лужскую губу Финского залива Балтийского моря в районе порта Усть-Луга. Длина реки составляет 10 км, площадь водосборного бассейна 330 км².
Реку пересекает ведущая в порт железная дорога и автомобильная дорога. На правом берегу реки находится деревня Косколово.
Притоки:
(от устья к истоку)
- Белая (правый)
- Чёрная (правый)

## Данные водного реестра
По данным государственного водного реестра России относится к Балтийскому бассейновому округу, водохозяйственный участок реки — Реки бассейна Финского залива от северно. Относится к речному бассейну реки Нарва (российская часть бассейна).
Код объекта в государственном водном реестре — 01030000712102000025543.